# Blizzard de janvier 2015 dans le Nord-Est de l'Amérique du Nord
 (janvier 2017).
Si vous disposez d'ouvrages ou d'articles de référence ou si vous connaissez des sites web de qualité traitant du thème abordé ici, merci de compléter l'article en donnant les références utiles à sa vérifiabilité et en les liant à la section « Notes et références ».
Le blizzard de janvier 2015 dans le Nord-Est de l'Amérique du Nord est un phénomène météo extrême s'étant déroulé du 23 janvier au 28 janvier 2015. Affectant principalement la région côtière des États-Unis entre la Caroline du Nord et le Maine, en plus des provinces Maritimes du Canada, elle sema le chaos et apporta d'énormes quantités de neige tout le long de la côte. Les transports routiers et aériens furent complètement perturbés, alors que plusieurs routes et autoroutes importantes furent fermées à la circulation. La tempête força l'annulation de près de 7 000 vols, principalement aux aéroports de Philadelphie, New York–Liberty, New York–JFK et Boston–Logan. L'état d'urgence fut déclaré à New York, Philadelphie et Boston dû aux quantités énormes de neige prévues la veille de la tempête. En plus des vents dépassant les 100 km/h, jusqu'à 80 cm de neige sont tombés dans le Massachusetts, et même plus localement.

## Déroulement météorologique

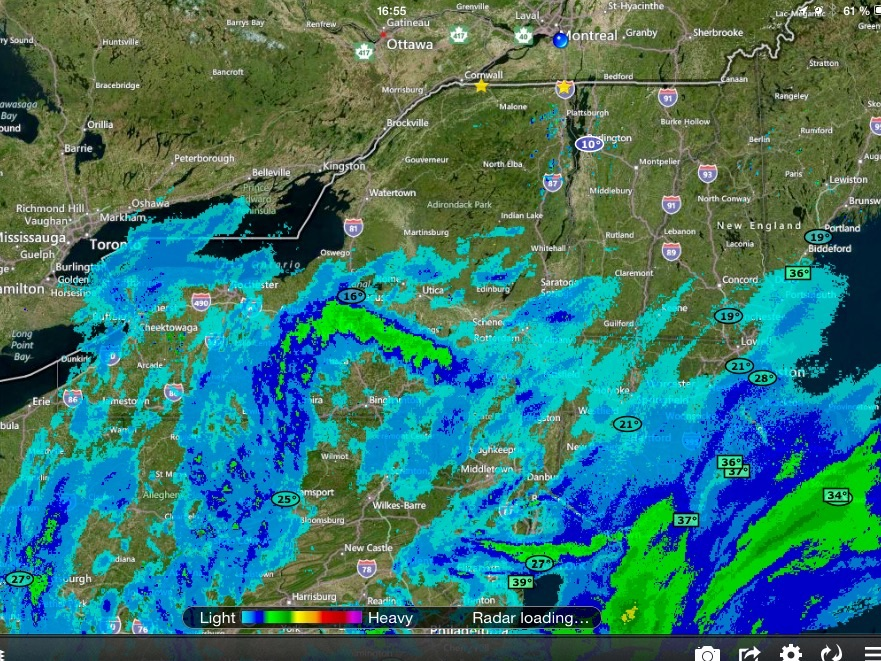
L'imagerie radar de la tempête à 18 h, heure locale, le 25 janvier. La dépression côtière est située en bas à droite, à l'est de New York, tandis qu'une faible zone de précipitations affecte les grands Lacs.

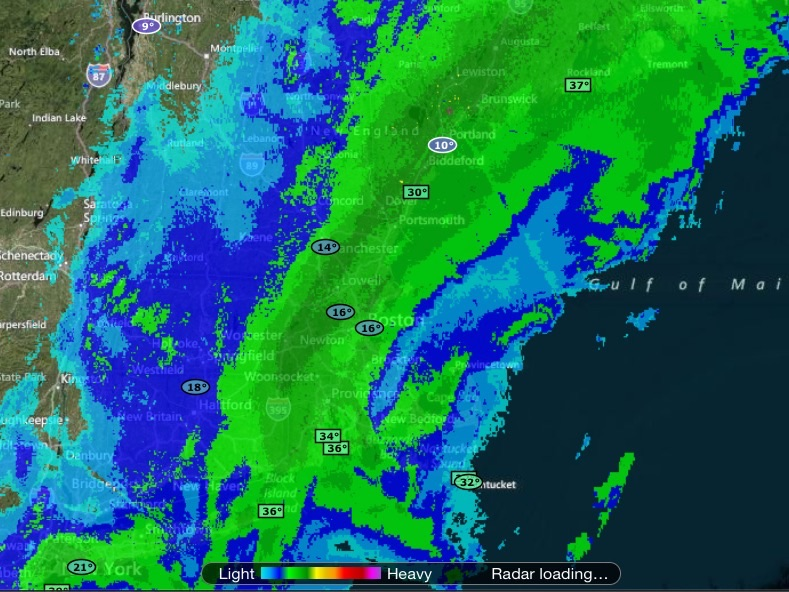
Le cœur des précipitations dans la nuit du 26 au 27 janvier et les températures inscrites (en °F) avec Boston directement au centre de l'image et New York complètement en bas à gauche.

Tout commença dans la journée du 23 janvier, dans les provinces Pacifiques du Canada, où une dépression s'est formée dans les Rocheuses. Dans la journée du 24 janvier, le faible système dépressionnaire se dirigea rapidement vers l'Est-Sud-Est en traversant les prairies Canadiennes et les États du centre-Nord des États-Unis, comme les Dakotas, l'Iowa et le Minnesota. Il Aussitôt arrivé dans la vallée de l'Illinois, au sud du Chicago, le 25 janvier, il bifurqua vers le Sud-Est à cause de la position du courant-jet qui descendait presque jusque dans les Carolines, alors qu'une vague d'air froid intense descendait vers les États-Unis en provenance de l'Ontario et du Québec. Le faible système traversa la région du Kentucky et de la Virginie-Occidentale durant la nuit du 25 au 26 janvier, alors que les précipitations de neige étaient concentrées dans le nord de la vallée de l'Ohio et des Grands Lacs. 
La position du courant-jet favorisa par la suite à la dépression de remonter vers le nord-est le long de la côte Atlantique des États-Unis et du Canada. Le matin du 26 janvier, une zone d'humidité intense en provenance du Golfe du Mexique remonta de la Floride pour s'amalgamer à la dépression principale à l'est des Carolines, dans l'Océan Atlantique. En raison des grandes différences des masses d'air (chaud et humide du sud, froid et sec du Nord), le système se développa rapidement et s'intensifia extrêmement rapidement au-dessus des eaux plus chaudes de l'océan, pour devenir ainsi une bombe météorologique, pour atteindre une pression de 970 hPa en son centre. 
Le matin du 26 janvier, une zone de précipitations de neige affectait le Nord-Ouest de l'État de New York et Syracuse. La tempête de neige remonta l'océan et une faible bande de précipitation était également en vigueur dans le grand New York, vers midi le 26 janvier. C'est durant la soirée que la tempête s'approcha des côtes du Cap Cod, alors que les grandes bandes de neige intenses provenaient du Sud-Est et tournaient comme à l'extérieur d'un ouragan. La grande bande de neige forte toucha terre vers 20 h, heure locale au Connecticut et au Massachusetts. Cette bande intense de précipitations solide s'infiltra dans les terres jusque près de la frontière Vermont-Massachusetts en frôlant la ville de New York en tournant sur elle-même, l'endroit où les précipitations tombaient le plus étant dans le Nord du Massachusetts, près de Boston, donnant entre 5 et 9 centimètres de neige par heure.
Toute cette bande tourna sur elle-même durant toute la nuit du 26 au 27 janvier, alors que le reste de la tempête progressa vers le nord-est en touchant le sud du New Hampshire, le sud du Maine et les provinces Maritimes du Canada. Dû à la grande force du courant-jet à cet instant, les vents devinrent dangereux en soufflant constamment à plus de 80 km/h, avec des rafales dépassant les 100 km/h dans le Sud-Est du Massachusetts et Cap Cod, atteignant même 150 km/h. L'image radar montre la zone de précipitations beaucoup plus intense au nord-ouest de Boston (vert foncé), alors que la neige tombait à un rythme de 2 cm/h (bleu pâle/foncé) à 9 cm/h (vert foncé). Le vert pâle indique entre 4 et 5 cm/h. 
La tempête diminua légèrement en intensité par la suite mais les vents demeurèrent intenses alors que toutes les précipitations étaient maintenant concentrées dans les provinces Maritimes et la Nouvelle-Écosse. 